# Guglielmo Pallotta

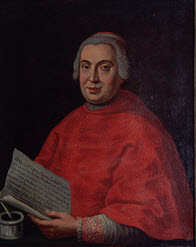
Guglielmo Kardinal Pallotta

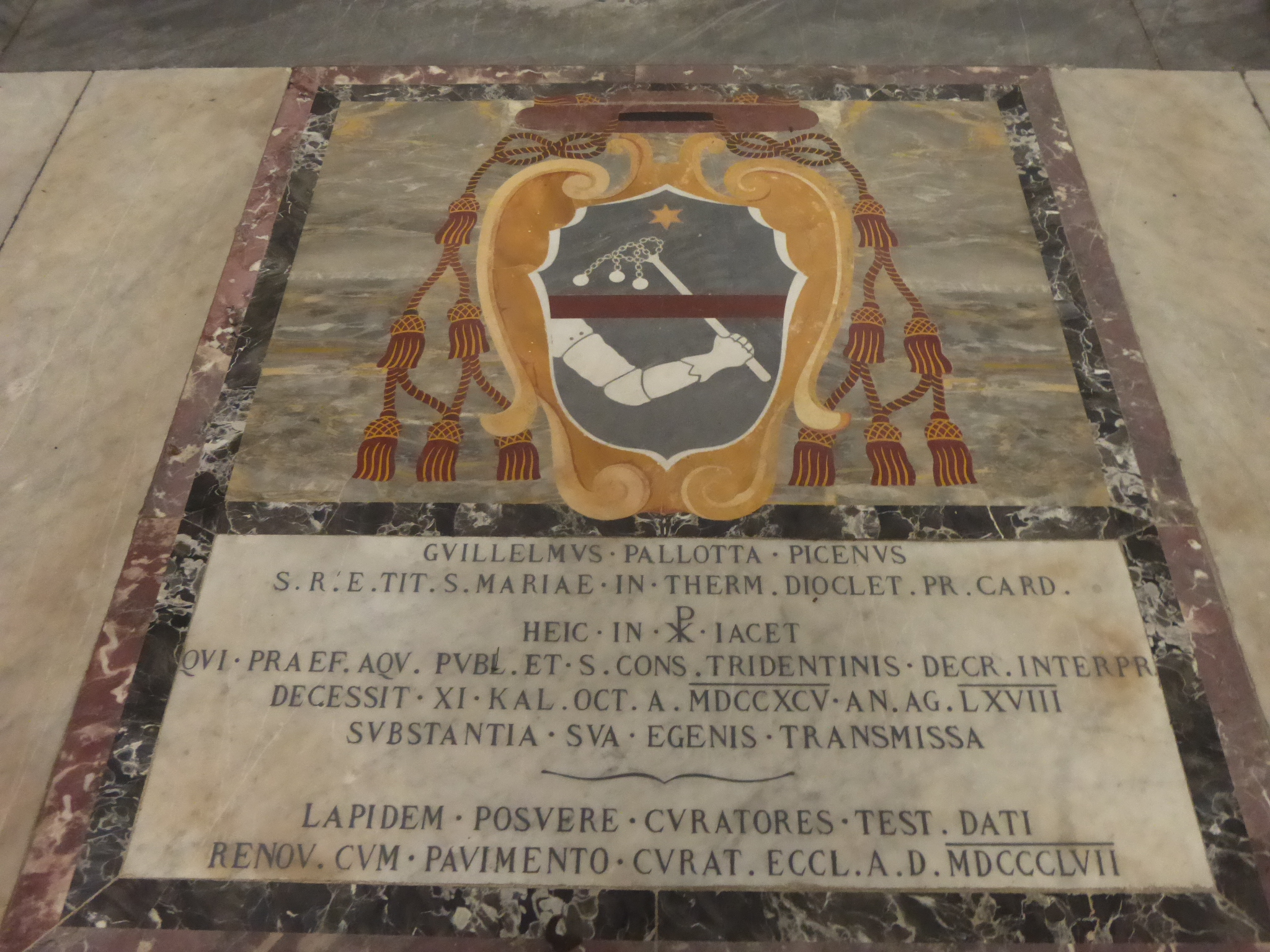
Grab des Kardinals mit seinem Wappen (Kirche Santa Maria in Campitelli, Rom)

Guglielmo Pallotta (* 13. November 1727 in Macerata, Kirchenstaat; † 21. September 1795 in Rom) war ein Kurienkardinal der Römischen Kirche. 

## Herkunft und Leben
Pallotta stammt aus dem gleichen Geschlecht wie die Kardinäle Giovanni Evangelista Pallotta (erhoben 1587), Giovanni Battista Maria Pallotta (erhoben 1629) und Antonio Pallotta (erhoben 1823).
Er wurde im Konsistorium am 23. Juni 1777 von Papst Pius VI. zum Kardinal erhoben und am 28. Juli desselben Jahres zum Kardinalpriester mit der Titelkirche Sant’Eusebio ernannt. 1782 wechselte er zur Titelkirche Santa Maria degli Angeli. Von 1785 bis zu seinem Tode 1795 bekleidete er das Amt des Präfekten der Konzilskongregation.
Guglielmo Pallotta starb in Rom und wurde in der dortigen Kirche Santa Maria in Portico beigesetzt, wie er es in seinem Testament verfügt hatte.